# Orde Hospitalari de Sant Joan de Déu
Orde Hospitalari de Sant Joan de Déu (Ordo Hospitalarius Sancti Joannis de Deo, O.H.), és un orde mendicant de l'Església Catòlica, fundat per Sant Joan de Déu. L'orde fou aprovat pel papa Pius V el 1572. Els seus membres es coneixen com a Germans de Sant Joan de Déu i fan servir les sigles O.H. 

## Història
Sant Joan de Déu, laic que es va despendre de la seva fortuna per ajudar els altres, començà el 1539 la seva tasca d'atenció i lliurament als pobres, els malalts i els desfavorits, a Granada. Allí utilitzà d'antuvi, les cases dels seus benefactors per a acollir malalts i necessitats de la ciutat: pobres invàlids, nens orfes i abandonats, prostitutes, captaires i tot aquell que necessitava cures i no disposava de recursos econòmics. Posteriorment, amb altres persones que van voler imitar-lo i dedicar-se a la mateixa tasca, va organitzar el seu primer hospital i encara va obrir-ne un altre a la Cuesta de Gomérez de la ciutat.
Fins al 1572, però, aquest grup de persones no tenia una organització; fou llavors quan es va constituir com a comunitat religiosa, adoptant la Regla de Sant Agustí i fent vots de pobresa, castedat i obediència, a més d'un quart vot d'assistència als malalts; aquesta organització va ésser aprovada per Pius V el mateix 1572. Antón Martín, successor de Joan de Déu, havia fundat un hospital a Madrid i un altre a Còrdova, començant així la difusió per altres ciutats. Va ser Pedro Soriano qui, el 1571, va estendre l'obra fora de la Península: va començar assistint els ferits de la batalla de Lepant, a les galeres, i cap al 1572 obrí un hospital a Nàpols i en 1581, un altre a Roma; Gregori XIII els va donar l'Hospital de Sant Joan Calibita, que esdevingué la casa mare de l'orde. El 1584 fundà un tercer hospital a Perusa, als que van seguir els de Tarquínia (1586) i Palerm.
Sixt V concedí en 1586 l'elevació de la comunitat a orde religiós de tipus mendicant, la qual cosa va implicar una nova organització, amb comunitats dirigides per un prior i agrupades en províncies, amb superiors provincials i un superior general de l'orde amb seu a Roma. El primer superior va ser Pedro Soriano. Els Germans de Sant Joan de Déu es van difondre pels estats catòlics d'Europa i en terres de missió d'Hispanoamèrica i Àsia: en 1586 ja tenien cases a Colòmbia, Mèxic i Perú. Recentment, també s'han establert a l'Àfrica i Austràlia. El primer hospital a França va ser el de París, fundat per la reina Maria de Mèdici el 1601; en aquest regne va arribar a tenir, el 1789, quaranta hospitals.
A finals del segle xix, l'Orde tractà de refondre la seva presència a Espanya, d'on va haver de marxar després de la segona desamortització de Mendizábal. Amb el lideratge del Pare Benet Menni, des d'Itàlia, el 20 d'agost de 1895 l'Orde va adquirir el Manicomi de Sant Boi de Llobregat, que havia fundat el psiquiatre Antoni Pujadas i Mayans el 1854.

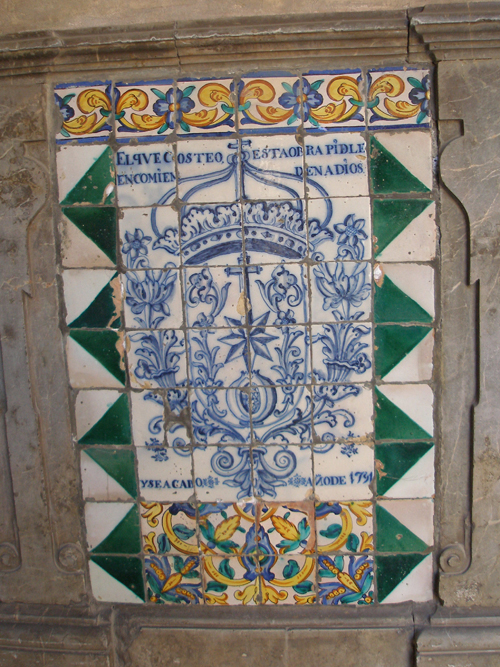
Escut de l'orde en un plafó ceràmic de l'Hospital de Granada, del 1794
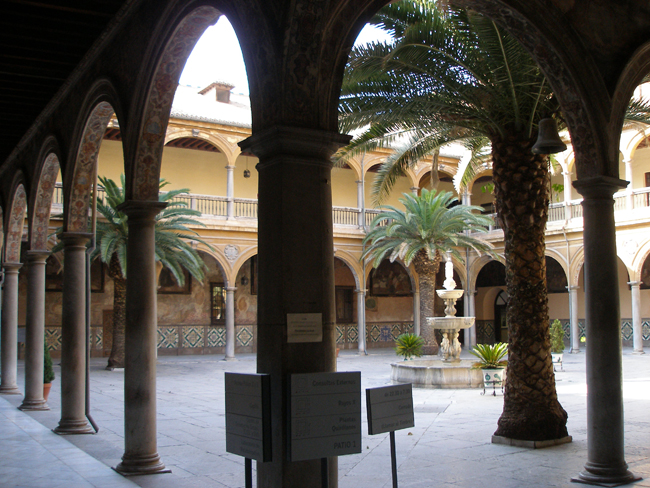
Claustre de l'Hospital de Granada
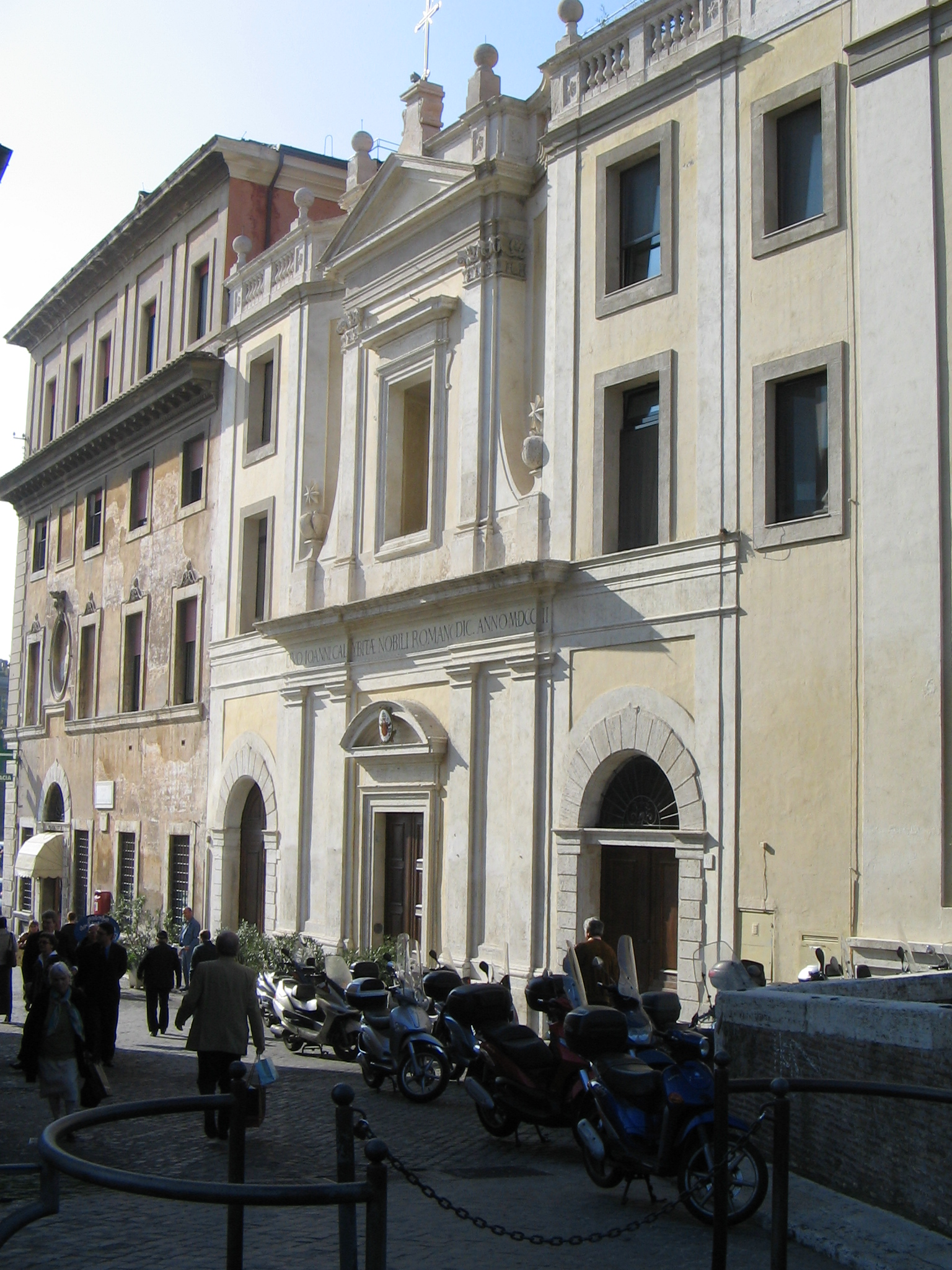
San Giovanni Calibita (Roma), casa mare de l'orde

## Activitat i difusió
L'Orde Hospitalari de Sant Joan de Déu s'ha convertit, en una de les organitzacions internacionals de cooperació sense ànim de lucre més grans del món, i continua la seva tasca del fundador com a institut religiós de vida consagrada. Es dedica a la cura de malalts en hospitals i el grau d'especialització ha fet que molts dels membres de l'orde tinguin estudis de medicina o infermeria, o disciplines relacionades. Els que no, reben una formació específica per atendre els malalts. No han de tenir ordres sagrats, però també n'hi ha que són preveres. A banda de la cura dels malalts, la vida quotidiana inclou els exercicis habituals de la vida religiosa: meditació, ofici diví, lectures pietoses, etc.
Sota el concepte d'hospitalitat, els germans tenen cura de l'acollida, la promoció de la salut, l'acompanyament i el compromís de les realitats més vulnerables de cada època i societat, des d'un concepte ampli d'universalitat i afavorint la professionalitat. Els valors assumits per tots els centres de l'orde són: qualitat, respecte, responsabilitat i espiritualitat.
Avui és present a 51 països dels cinc continents. Està formada per 1.290 germans (inclosos els novicis), més de 40.000 col·laboradors professionals, uns 8.000 voluntaris i més de 300.000 benefactors-donants.
L'orde, per al seu funcionament, es divideix en 21 províncies, una viceprovíncia, una delegació general i nou delegacions provincials. A Espanya, hi ha tres províncies, amb gairebé 11.000 places en més de 40 centres assistencials on col·laboren més de 12.000 treballadors i uns 1.800 voluntaris.
El 1993 va rebre la Creu de Sant Jordi de la Generalitat de Catalunya en ocasió del seu 125è aniversari de servei de comunitat a Catalunya i pel 25è aniversari de la fundació de l'Hospital de Sant Joan de Déu, que presta atencions hospitalàries i són capdavanters en l'atenció pediàtrica.
El setembre de 2015 fou guardonada amb el Premi Princesa d'Astúries de la Concòrdia.